# Dame-Marie, Orne

Dame-Marie este o comună în departamentul Orne, Franța. În 1 ianuarie 2022 avea o populație de 156 de locuitori.